# MSC Fantasia
MSC Fantasia — первое круизное судно класса Fantasia. Принадлежит и управляется MSC Cruises.
Эксплуатация судна началась в декабре 2008 года. На тот момент, это было самое большое круизное судно во флоте MSC Cruses.

## Строительство
В июне 2005 года MSC договорилось с STX France о строительстве двух круизных судов класса Постпанамакс. Строительство первого из них началось 9 сентября 2006 года.
10 декабря 2008 года судно покинуло верфь и направилось в Неаполь для церемонии крещения.
Официальная церемония крещения прошла в Неаполе 18 декабря 2008 года. Крёстной стала актриса Софи Лорен.

## Характеристики
Судно рассчитано на 4363 пассажира (1637 кают) и 1370 членов экипажа.